# مراسم رقص شیاطین در عید بدن مسیح

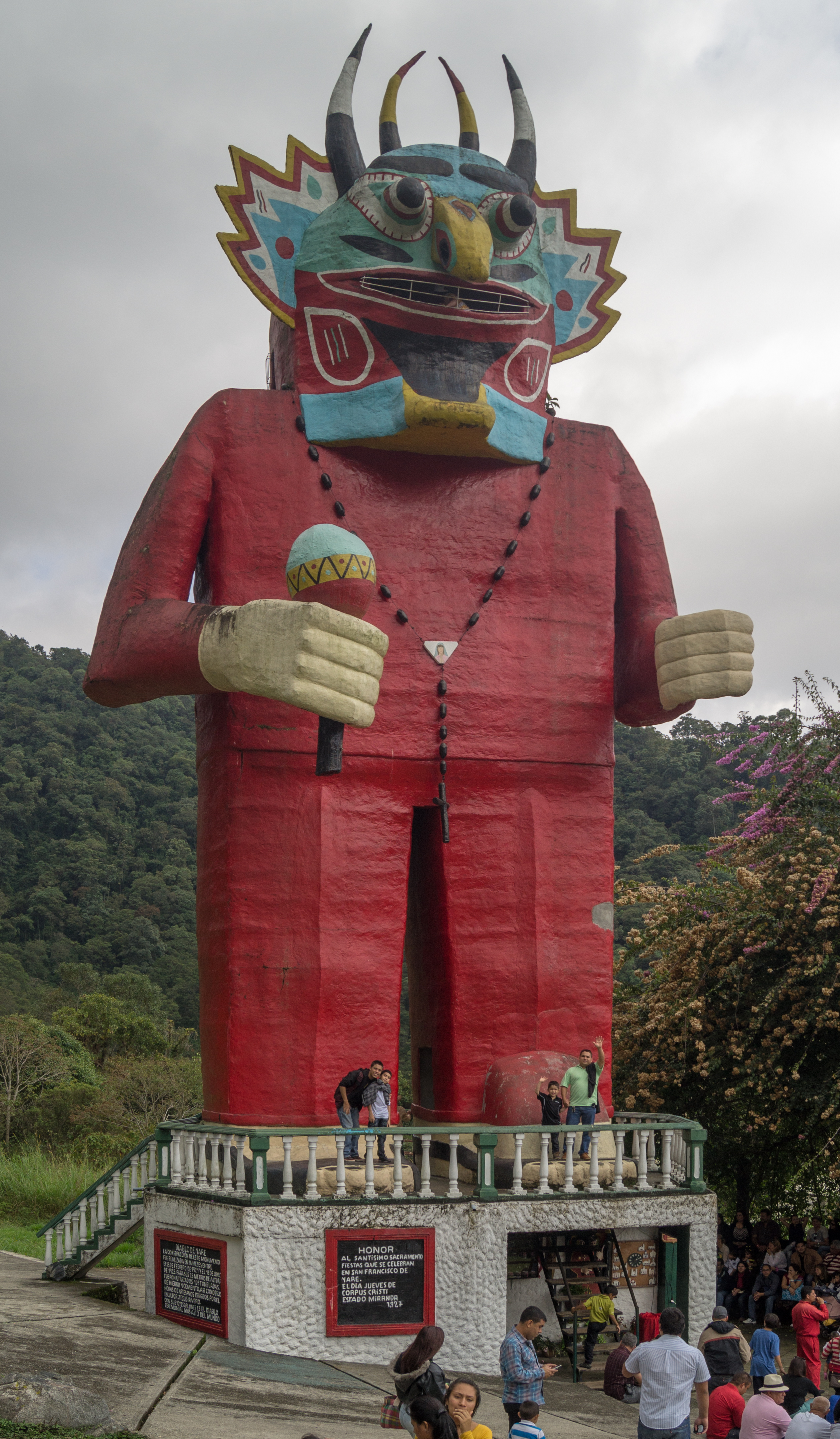
بنای تاریخی ۲۵ متری رقص شیاطین یاره در ونزوئلا در آنتیر در مریدا، ونزوئلا. محصول ۱۹۲۴–۲۵.

مراسم رقص شیاطین بدن مسیح یکی از جشنواره‌های مذهبی پرطرفدار در ونزوئلا است که در عید بدن مسیح به نشانه حضور مسیح در عشای ربانی برگزار می‌شود. این مراسم یادآور یازده مجمع اخوت است که در مناطق مختلف شکل گرفته بود و بیش از ۵۰۰۰ نفر عضو داشت شناخته شده‌ترین مجمع از این میان مجمعی بود که نام شیاطین رقصنده یاره بر خود گذاشته بود. یونسکو این مراسم را به عنوان میراث فرهنگی ناملموس در سال ۲۰۱۲ پذیرفت.

## تاریخچه
مجامع اخوت در اواسط قرن هفدهم در شهرستان‌های ارگوا و وارگاس شکل گرفت. در سال ۱۷۴۹ جشن بدن مسیح برگزار می‌شد و بریا برگزای آن مردان و زنان و کودکان به نشانه تحقق وعده خوبان لباس شیاطین به تن می‌کردند.
در مورد ریشه‌های این مراسم روایت‌های مختلفی را نقل می‌کنند. یکی از این داستان‌ها می‌گوید ۴۰۰ سال پیش در مجمع سن فرانسیسکو ده یاره یک کشیش که امکان برگزار کردن این مراسم را نداشت برای تحریک مردم به برگزاری آن به آن‌ها گفت: "اگر پول نداشته باشیم و هیچ کس از مومنان حاضر نباشد مراسم وعده خوبان را برگزار کند شیطان‌ها می‌آیند!" بعد طوفان شد و بعد از آن چند شیطان جلوی کلیسا پدیدار شدند.
داستان‌های دیگری نیز در مورد این انجمن‌ها می‌گویند از جمله در کتاب پوئنیا نوشته مانوئل ویسنته رومرو گارسیا می‌خوانیم که برگزارکنندگان این مراسم در دهه ۱۸۷۰ رقصندگان سبک کوا بوده‌اند.

## مجمع‌های یازده‌گانه
یازده مجمع گروه یا صنف وجود دارد که برای خود سلسله مراتبی دارند و این رقص را سالانه برگزار می‌کنند و وعده می‌دهند عهد مقدس خداوند را گرامی بدارند. تمام این مجامع مستقل هستند و در منطقه خود تأسیس شده‌اند. امروز این گروه‌ها به سازمان‌های مردم نهاد تبدیل شده‌اند که برای بهتر کردن روش کار سازمانی خود و جلب نظر مخاطب بیشتر از دولت و مردم درخواست کمک مالی می‌کنند.
- شیاطین رقصنده یاره
- شیاطین رقصنده اکوماره دلا کستا
- شیاطین رقصنده کاتا
- شیاطین رقصنده کویاگوا
- شیاطین رقصنده توریامو
- شیاطین رقصنده چوآو
- شیاطین رقصنده پاتانمو
- شیاطین رقصنده سن رافائل دی اریتوکو
- شیاطین رقصنده تیناکویلو
- شیاطین رقصنده سان میلان
- شیاطین رقصنده نایگواتا

بعضی ازاین مجامع برای ایجاد قدرت سازمانی یک سری جلسه ملی در منطقه خود برگزار کردند. در نتیجه، انجمن ملی رقص شیاطین عید بدن مسیح ایجاد شد و بسیاری از این مجامع عضو آن شدند.

## یاره
شیاطین رقصنده یاره (Diablos Danzantes del Yare) یک جشن مذهبی در سن فرانسیسکو ده یاره، در ایالت میراندا در ونزوئلا در روز عید بدن مسیح است. مسوول برگزاری این جشن‌ها Sociedades del Santísimo است و می‌گویند ریشه‌های آن به قرن ۱۸ برمی گردد و این مجموع قدیمی‌ترین مجموع قاره آمریکا است.
در روز عید تن مسیح (نه پنج شنبه بعد از پنج شنبه مقدس) شیاطین رقصنده مراسم رقصی برگزار می‌کنند که طی آن لباس‌های رنگارنگ (معمولاً قرمز) و لایه‌های پارچه می پوشند و ماسک‌های عجیب می‌زنند و لوازمی مانند صلیب، حمایل، تسبیح و اشیای مقدس به خود وصل می‌کنند.
این مجامع سلسله مراتب مشخصی دارند که از ماسک‌های شان پیدا است.
هر مجمع به نام محله خود نظیر شیاطین رقصنده نایگواتا و شیاطین رقصنده چوآو شناخته می‌شوند.

### مراسم و لباس‌ها
در این جشنواره مردم به قدیس حامی فرانسیس اهل پائولا و عهد خوبان و عیسی مسیح ادای احترام می‌کنند. جشن روز یکشنبه شروع می‌شود، موسیقی بومی فولیاس می‌نوازند، شعر بوم دسیماس می‌خوانند و تا صبح چند دعای مسیحی از جمله دعای تسبیح را می‌خوانند. روز بعد مومن‌ترین مردم شهر لباس شیاطین به تن می‌کنند و در اطراف میدان اصلی شهر می‌رقصند و با ماسک و لباس سرخ در خیابان‌ها رژه می‌روند و با ضرب اشعار هشت هجایی می‌رقصند.
سپس گروه به سمت جلوخان کلیسا حرکت می‌کند و عشای ربانی در ورودی کلیسا برگزار می‌شود و نوعی مبارزه بین شیاطین و نگهبانان نمایش داده می‌شود. در نهایت شیاطین تسلیم می‌شوند و در مقابل کسی که عشای ربانی برگزار می‌کند به نشان تسلیم زانو می‌زنند و با موسیقی بامبا در تجلیل از او رقص می‌کنند. کل این مراسم نشان دهنده پیروزی خوبی بر بدی است. شیاطین پیراهن آستین بلند، شلوار، ماسک و سندل قرمز می‌پوشندT صلیبی از برگ مقدس نخل، تسبیح و گردنبند شمایل مسیح (یا یک تصویر مذهبی دیگر) به گردن خود آویزان می‌کنند و در یک دست خود ساز ماراکا و در دست دیگر شلاق می‌گیرند.